# Relicina stipitata
Relicina stipitata är en lavart som beskrevs av Elix. Relicina stipitata ingår i släktet Relicina och familjen Parmeliaceae.   Inga underarter finns listade i Catalogue of Life.